# De fyra ombuden
De fyra ombuden (arabiska: ٱلنُّوَّاب ٱلْأَرْبَعَة, 'an-Nuwwāb al-ʾArbaʿah') är ett uttryck för de shiamuslimska imamiternas tolfte imam Mahdis fyra speciella representanter under den lilla fördoldheten. De agerade som en länk mellan imamens följare och imamen själv då han var dold för allmänheten. De fyra ombuden hette:
1. Abu Amr Uthman ibn Sa’id al-Amri
2. Abu Ja’far Muhammad ibn Uthman ibn Sa’id Amri
3. Abu al-Qasim Hussein ibn Ruh Nowbakhti
4. Abu al-Hasan Ali ibn Muhammad Samari (Saymari)